# Probolitrema californiense
Probolitrema californiense är en plattmaskart. Probolitrema californiense ingår i släktet Probolitrema och familjen Gorgoderidae. Inga underarter finns listade i Catalogue of Life.